# 幌加内町

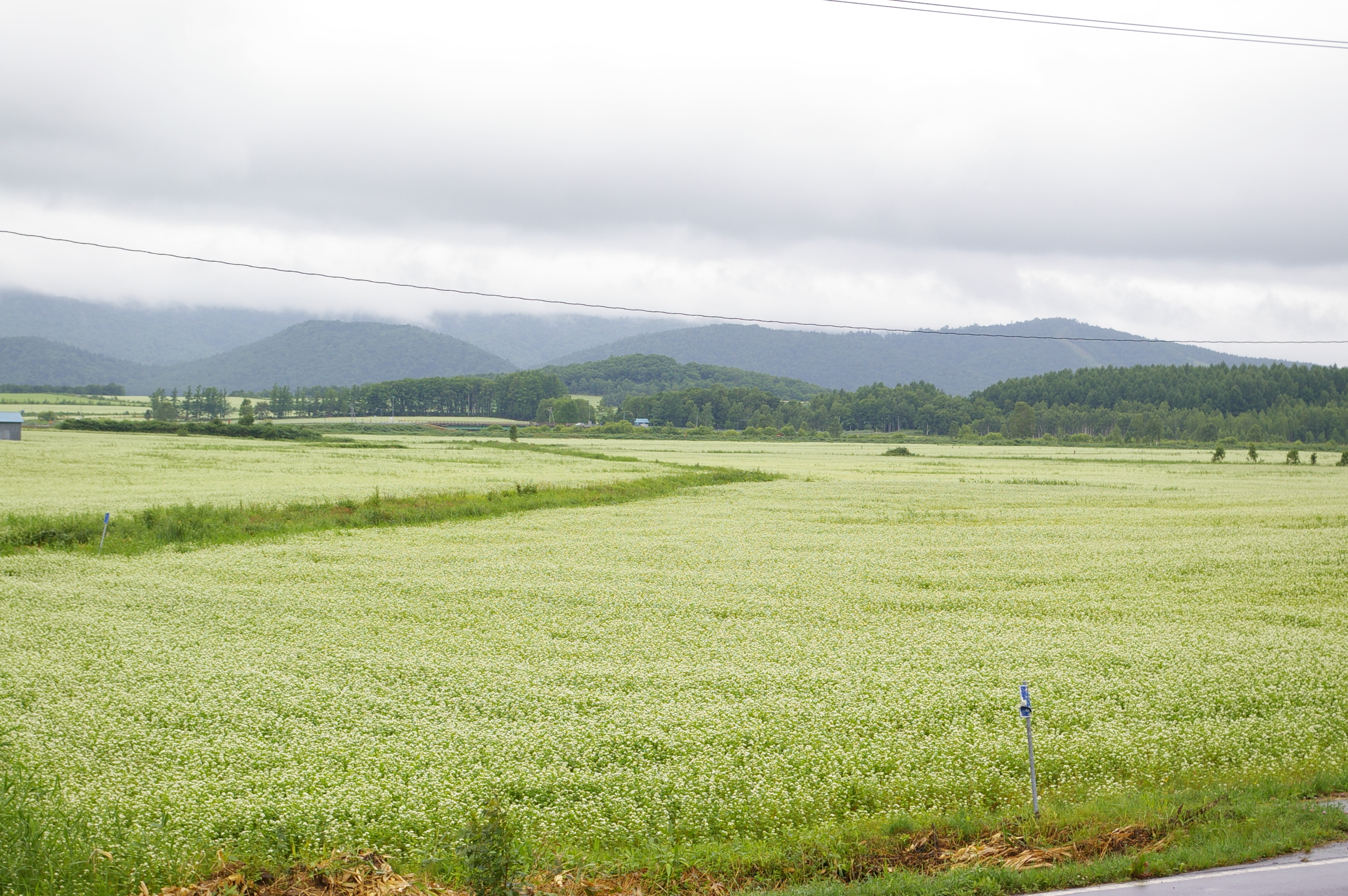
町内のソバ畑

幌加内町（ほろかないちょう）は、北海道上川管内西部にある町。もともとは旧・空知支庁の管轄であったが、隣接する上川管内との結びつきが強いことから、2010年（平成22年）4月1日に施行された北海道総合振興局及び振興局設置条例において上川総合振興局に管轄が移った。町のキャッチコピーは開基100年を迎えた1997年（平成9年）制定の「森と湖と白い大地　夢ロマン2世紀へ」を現在も継続して使用している。
町としては北海道で最も人口が少なく、2015年（平成27年）の国勢調査では人口密度が日本一低い町である。市町村全体でも福島県南会津郡檜枝岐村、奈良県吉野郡上北山村に次いで3番目に人口密度が低い。

## 町名の由来
町の南部を流れる、現在の幌加内川のアイヌ語名、「ホㇿカナイ (horka-nay)」（逆戻りする・川）に由来し、本流の雨竜川に対して逆方向の流路を取ることによる名である。

## 地理
上川管内の最西部に位置する。南北に長い地形で四方を山に囲まれる。町北部には日本最大の人造湖「朱鞠内湖」があり、そこから石狩川水系雨竜川が南流する。
- 山: ピッシリ山 (1031.5m)、三頭山 (1009.1)、小平蘂岳 (960.5)、釜尻山 (913)、小平蘂山 (877.8)、シートートムシメヌ山 (799)、坊主山 (743)、長留内岳 (729.0)、羽幌岳 (649.2)、苦頓別山 (648.9)、相志内向岳 (637.5)、摺鉢山 (626)、冬路山 (625.1)、シラッケ山 (625)、相雲内岳 (607.9)、白地畝山 (580.2)、辺乙部山 (532.4)、白地畑山 (516)、和加山 (480.4)、耶似様内岳 (448.3)、朱鞠内岳 (447.8)、目崎山 (400)、ペケット山 (346)、水銀山 (204.5)
- 河川: 雨竜川（石狩川水系）、幌加内川、雨煙別川、雨煙内川、浅瀬川、五線川、早雲内川、三十線川、朱鞠内川、ウツナイ川、滝の沢川、中の沢川、エピシオマップ川、カルウシナイ川、泥川、イトカマペツ川、蔭の沢川、モシリウンナイ川、美深越沢川、ルヤンペナイ川、ブトカマベツ川
- 湖沼: 朱鞠内湖
- 滝: 三ノ滝、早雲内滝、二重滝、七ツ滝

### 隣接している自治体
| - 上川総合振興局管内 - 旭川市 - 士別市 - 名寄市 - 上川郡：和寒町 - 中川郡：美深町、中川町 | - 留萌振興局管内 - 苫前郡：苫前町、羽幌町 - 留萌郡：小平町 - 天塩郡：遠別町 | - 空知総合振興局管内 - 深川市 |

## 気候
ケッペンの気候区分では亜寒帯湿潤気候(Dfb)に属する。1月の平均気温-8.4℃、1・2月の平均最低気温は-14.5℃と非常に寒い地域で、1978年（昭和53年）2月17日には、町北部の母子里（もしり）にある北海道大学演習林で、戦後の国内最低気温となる-41.2℃を記録した。母子里では現在でも観測が行われている。なお、最低気温の日本記録は、隣接する美深町での-41.5℃である。
また、朱鞠内地区では-20℃以下の日が道内でも非常に多い。全国一寒いと自称する陸別町と比べて厳寒期の最高気温が-4℃ほどと低く、非常に気温が上がりにくい（陸別町の1月の平均最高気温は-2.5℃）。
年平均降雪量は1,232cm（朱鞠内地区は1,247cm）に達する日本有数の豪雪地帯であり、国に特別豪雪地帯の適用を受けている。降雪は12月と1月に多く、積雪が深くなるのは2月や3月ごろで、年平均最深積雪は195cm（朱鞠内地区は235cm）、最深積雪極値は2018年（平成30年）2月25日に観測された324 cmである。（朱鞠内地区は1982年（昭和57年）3月10日に観測された311cm）
石狩川水系であるが、警報注意報は天塩川水系と同じ「上川北部」である。
| 幌加内（1991年 - 2020年）の気候 | 幌加内（1991年 - 2020年）の気候 | 幌加内（1991年 - 2020年）の気候 | 幌加内（1991年 - 2020年）の気候 | 幌加内（1991年 - 2020年）の気候 | 幌加内（1991年 - 2020年）の気候 | 幌加内（1991年 - 2020年）の気候 | 幌加内（1991年 - 2020年）の気候 | 幌加内（1991年 - 2020年）の気候 | 幌加内（1991年 - 2020年）の気候 | 幌加内（1991年 - 2020年）の気候 | 幌加内（1991年 - 2020年）の気候 | 幌加内（1991年 - 2020年）の気候 | 幌加内（1991年 - 2020年）の気候 |
| 月                              | 1月                             | 2月                             | 3月                             | 4月                             | 5月                             | 6月                             | 7月                             | 8月                             | 9月                             | 10月                            | 11月                            | 12月                            | 年                              |
| ------------------------------- | ------------------------------- | ------------------------------- | ------------------------------- | ------------------------------- | ------------------------------- | ------------------------------- | ------------------------------- | ------------------------------- | ------------------------------- | ------------------------------- | ------------------------------- | ------------------------------- | ------------------------------- |
| 最高気温記録 °C （°F）          | 6.1 (43)                        | 9.7 (49.5)                      | 12.2 (54)                       | 24.3 (75.7)                     | 32.3 (90.1)                     | 36.0 (96.8)                     | 37.3 (99.1)                     | 36.5 (97.7)                     | 31.5 (88.7)                     | 26.1 (79)                       | 18.9 (66)                       | 10.8 (51.4)                     | 37.3 (99.1)                     |
| 平均最高気温 °C （°F）          | −3.9 (25)                       | −2.7 (27.1)                     | 1.7 (35.1)                      | 8.4 (47.1)                      | 16.7 (62.1)                     | 21.7 (71.1)                     | 25.2 (77.4)                     | 25.4 (77.7)                     | 21.0 (69.8)                     | 13.9 (57)                       | 5.2 (41.4)                      | −1.7 (28.9)                     | 10.9 (51.6)                     |
| 日平均気温 °C （°F）            | −8.4 (16.9)                     | −7.7 (18.1)                     | −3.0 (26.6)                     | 3.2 (37.8)                      | 10.5 (50.9)                     | 15.7 (60.3)                     | 19.7 (67.5)                     | 20.0 (68)                       | 15.3 (59.5)                     | 8.4 (47.1)                      | 1.5 (34.7)                      | −5.2 (22.6)                     | 5.8 (42.4)                      |
| 平均最低気温 °C （°F）          | −14.5 (5.9)                     | −14.5 (5.9)                     | −9.2 (15.4)                     | −2.2 (28)                       | 4.5 (40.1)                      | 10.5 (50.9)                     | 15.1 (59.2)                     | 15.5 (59.9)                     | 10.1 (50.2)                     | 3.3 (37.9)                      | −2.4 (27.7)                     | −9.8 (14.4)                     | 0.5 (32.9)                      |
| 最低気温記録 °C （°F）          | −36.1 (−33)                     | −37.6 (−35.7)                   | −31.4 (−24.5)                   | −19.3 (−2.7)                    | −4.8 (23.4)                     | −0.4 (31.3)                     | 4.3 (39.7)                      | 5.1 (41.2)                      | −0.1 (31.8)                     | −7.1 (19.2)                     | −21.7 (−7.1)                    | −32.6 (−26.7)                   | −37.6 (−35.7)                   |
| 降水量 mm （inch）              | 120.9 (4.76)                    | 97.3 (3.831)                    | 80.3 (3.161)                    | 63.4 (2.496)                    | 81.0 (3.189)                    | 71.1 (2.799)                    | 144.2 (5.677)                   | 161.4 (6.354)                   | 169.3 (6.665)                   | 161.0 (6.339)                   | 182.7 (7.193)                   | 171.3 (6.744)                   | 1,503.7 (59.201)                |
| 降雪量 cm （inch）              | 278 (109.4)                     | 231 (90.9)                      | 181 (71.3)                      | 48 (18.9)                       | 1 (0.4)                         | 0 (0)                           | 0 (0)                           | 0 (0)                           | 0 (0)                           | 4 (1.6)                         | 157 (61.8)                      | 326 (128.3)                     | 1,232 (485)                     |
| 平均降水日数 （≥1.0 mm）        | 22.1                            | 18.6                            | 17.3                            | 12.1                            | 11.6                            | 9.6                             | 11.1                            | 12.1                            | 14.1                            | 17.6                            | 21.3                            | 25.2                            | 192.6                           |
| 平均月間日照時間                | 42.4                            | 56.0                            | 102.7                           | 146.3                           | 182.4                           | 161.1                           | 151.8                           | 146.1                           | 140.9                           | 109.8                           | 46.0                            | 22.1                            | 1,307.6                         |
| 出典1：気象庁                   |                                 |                                 |                                 |                                 |                                 |                                 |                                 |                                 |                                 |                                 |                                 |                                 |                                 |
| 出典2：気象庁                   |                                 |                                 |                                 |                                 |                                 |                                 |                                 |                                 |                                 |                                 |                                 |                                 |                                 |

| 朱鞠内 （1991年 - 2020年）の気候 | 朱鞠内 （1991年 - 2020年）の気候 | 朱鞠内 （1991年 - 2020年）の気候 | 朱鞠内 （1991年 - 2020年）の気候 | 朱鞠内 （1991年 - 2020年）の気候 | 朱鞠内 （1991年 - 2020年）の気候 | 朱鞠内 （1991年 - 2020年）の気候 | 朱鞠内 （1991年 - 2020年）の気候 | 朱鞠内 （1991年 - 2020年）の気候 | 朱鞠内 （1991年 - 2020年）の気候 | 朱鞠内 （1991年 - 2020年）の気候 | 朱鞠内 （1991年 - 2020年）の気候 | 朱鞠内 （1991年 - 2020年）の気候 | 朱鞠内 （1991年 - 2020年）の気候 |
| 月                               | 1月                              | 2月                              | 3月                              | 4月                              | 5月                              | 6月                              | 7月                              | 8月                              | 9月                              | 10月                             | 11月                             | 12月                             | 年                               |
| -------------------------------- | -------------------------------- | -------------------------------- | -------------------------------- | -------------------------------- | -------------------------------- | -------------------------------- | -------------------------------- | -------------------------------- | -------------------------------- | -------------------------------- | -------------------------------- | -------------------------------- | -------------------------------- |
| 最高気温記録 °C （°F）           | 5.2 (41.4)                       | 12.9 (55.2)                      | 12.9 (55.2)                      | 24.3 (75.7)                      | 29.9 (85.8)                      | 34.3 (93.7)                      | 34.9 (94.8)                      | 34.3 (93.7)                      | 30.4 (86.7)                      | 26.1 (79)                        | 18.3 (64.9)                      | 9.5 (49.1)                       | 34.9 (94.8)                      |
| 平均最高気温 °C （°F）           | −4.4 (24.1)                      | −3.4 (25.9)                      | 1.0 (33.8)                       | 7.5 (45.5)                       | 15.4 (59.7)                      | 20.5 (68.9)                      | 23.9 (75)                        | 24.2 (75.6)                      | 19.9 (67.8)                      | 12.9 (55.2)                      | 4.2 (39.6)                       | −2.4 (27.7)                      | 9.9 (49.8)                       |
| 日平均気温 °C （°F）             | −9.1 (15.6)                      | −8.6 (16.5)                      | −4.0 (24.8)                      | 2.3 (36.1)                       | 8.7 (47.7)                       | 14.1 (57.4)                      | 18.2 (64.8)                      | 18.6 (65.5)                      | 13.8 (56.8)                      | 7.1 (44.8)                       | 0.5 (32.9)                       | −5.9 (21.4)                      | 4.7 (40.5)                       |
| 平均最低気温 °C （°F）           | −15.4 (4.3)                      | −15.8 (3.6)                      | −10.6 (12.9)                     | −3.2 (26.2)                      | 2.1 (35.8)                       | 8.1 (46.6)                       | 13.1 (55.6)                      | 13.9 (57)                        | 8.4 (47.1)                       | 1.8 (35.2)                       | −3.2 (26.2)                      | −10.6 (12.9)                     | −0.9 (30.4)                      |
| 最低気温記録 °C （°F）           | −35.8 (−32.4)                    | −33.6 (−28.5)                    | −33.2 (−27.8)                    | −18.0 (−0.4)                     | −6.2 (20.8)                      | −2.3 (27.9)                      | 1.7 (35.1)                       | 2.7 (36.9)                       | −1.6 (29.1)                      | −7.9 (17.8)                      | −21.0 (−5.8)                     | −31.5 (−24.7)                    | −35.8 (−32.4)                    |
| 降水量 mm （inch）               | 136.6 (5.378)                    | 109.8 (4.323)                    | 100.6 (3.961)                    | 72.4 (2.85)                      | 81.4 (3.205)                     | 76.4 (3.008)                     | 153.9 (6.059)                    | 180.2 (7.094)                    | 187.3 (7.374)                    | 177.6 (6.992)                    | 213.2 (8.394)                    | 207.7 (8.177)                    | 1,698.8 (66.882)                 |
| 降雪量 cm （inch）               | 270 (106.3)                      | 220 (86.6)                       | 180 (70.9)                       | 59 (23.2)                        | 6 (2.4)                          | 0 (0)                            | 0 (0)                            | 0 (0)                            | 0 (0)                            | 10 (3.9)                         | 179 (70.5)                       | 343 (135)                        | 1,247 (490.9)                    |
| 平均降水日数 （≥1.0 mm）         | 23.2                             | 19.3                             | 18.5                             | 13.1                             | 11.9                             | 9.6                              | 11.1                             | 12.5                             | 14.9                             | 17.6                             | 22.1                             | 26.2                             | 200.1                            |
| 平均月間日照時間                 | 44.0                             | 60.9                             | 101.0                            | 152.6                            | 196.7                            | 166.0                            | 148.9                            | 144.4                            | 142.0                            | 106.9                            | 42.7                             | 23.3                             | 1,328.5                          |
| 出典1：気象庁                    |                                  |                                  |                                  |                                  |                                  |                                  |                                  |                                  |                                  |                                  |                                  |                                  |                                  |
| 出典2：気象庁                    |                                  |                                  |                                  |                                  |                                  |                                  |                                  |                                  |                                  |                                  |                                  |                                  |                                  |

## 地域

### 人口
| |                                          |  |
| 幌加内町と全国の年齢別人口分布（2005年） | 幌加内町の年齢・男女別人口分布（2005年） |  |
| ■紫色 ― 幌加内町 ■緑色 ― 日本全国 | ■青色 ― 男性 ■赤色 ― 女性                |  |
| 幌加内町（に相当する地域）の人口の推移 \| 1970年（昭和45年） \| 7,283人 \| \| \| 1975年（昭和50年） \| 4,365人 \| \| \| 1980年（昭和55年） \| 3,740人 \| \| \| 1985年（昭和60年） \| 3,182人 \| \| \| 1990年（平成2年） \| 2,633人 \| \| \| 1995年（平成7年） \| 2,414人 \| \| \| 2000年（平成12年） \| 2,217人 \| \| \| 2005年（平成17年） \| 1,952人 \| \| \| 2010年（平成22年） \| 1,710人 \| \| \| 2015年（平成27年） \| 1,525人 \| \| \| 2020年（令和2年） \| 1,370人 \| \| |                                          |  |
| 総務省統計局 国勢調査より |                                          |  |
| 1970年（昭和45年） | 7,283人                                  |  |
| 1975年（昭和50年） | 4,365人                                  |  |
| 1980年（昭和55年） | 3,740人                                  |  |
| 1985年（昭和60年） | 3,182人                                  |  |
| 1990年（平成2年） | 2,633人                                  |  |
| 1995年（平成7年） | 2,414人                                  |  |
| 2000年（平成12年） | 2,217人                                  |  |
| 2005年（平成17年） | 1,952人                                  |  |
| 2010年（平成22年） | 1,710人                                  |  |
| 2015年（平成27年） | 1,525人                                  |  |
| 2020年（令和2年） | 1,370人                                  |  |

### 消滅集落
2015年国勢調査によれば、以下の集落は調査時点で人口0人の消滅集落となっている。
- 幌加内町 - 字新富

## 沿革
- 1918年（大正8年）雨竜郡上北竜村（現沼田町）から分村、雨竜郡幌加内村が成立。
- 1923年 二級町村制、幌加内村が発足。
- 1959年（昭和34年）町制施行、幌加内町となる。
- 1978年（昭和53年）2月17日、幌加内町で、-41.2℃を記録する。
- 2010年（平成22年）上川総合振興局に管轄が移動。

## 行政
町長
- 細川雅弘

## 姉妹都市・提携都市
- 岡山県瀬戸内市 （旧牛窓町時代に締結、合併後も継続）

## 経済

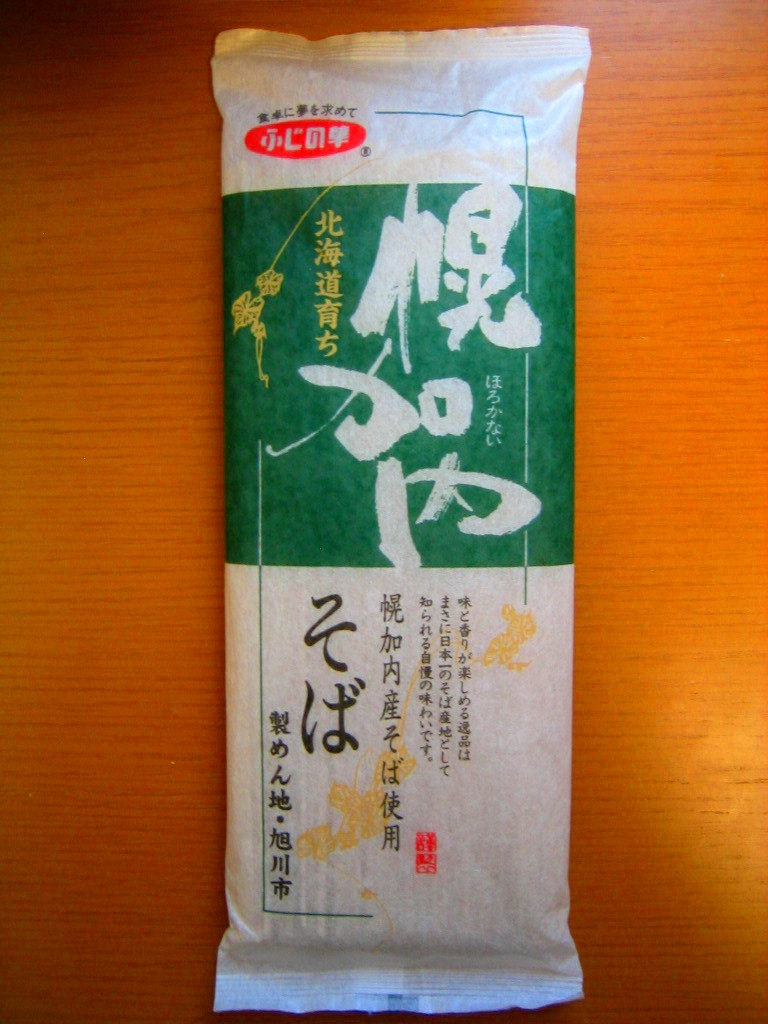
藤原製麺製造の乾麺幌加内そば

基幹産業は農業（稲作、畑作）、酪農。ソバの産地として知られ、作付面積・収穫量ともに日本一。
なお、2005年度の「都道府県地価調査」によると、調査対象住宅地で日本一地価が安い地点が、字朱鞠内6400-14にある(資料)。

### 農協
- きたそらち農業協同組合（JAきたそらち）幌加内支所

### 金融機関
- 北空知信用金庫幌加内支店

### 郵便局
- 幌加内郵便局（集配局）
- 朱鞠内郵便局
- 政和簡易郵便局
- 沼牛簡易郵便局
- 母子里簡易郵便局

### 宅配便
- ヤマト運輸：道北主管支店北海道士別センター（士別市）
- 佐川急便：深川営業所（深川市）

## 公共機関

### 警察
- 旭川方面士別警察署幌加内駐在所、朱鞠内駐在所

※2011年（平成23年）までは深川警察署が管轄していた。

## 教育
高等学校
- 北海道幌加内高等学校
  - 町立幌加内農業高校として開校、1978年（昭和53年）の校舎改築と同時に校名も「北海道幌加内高等学校」に改められた。この高校では必修科目として「そば打ち授業」が設けられている。

中学校
- 幌加内町立幌加内中学校

小学校
- 幌加内町立幌加内小学校
- 幌加内町立朱鞠内小学校（2025年度より休校中[11]）

大学（研究施設）
- 北海道大学北方生物圏フィールド科学センター森林圏ステーション雨龍研究林[12]
- 北海道大学低温科学研究所融雪観測室[13]
- 名古屋大学太陽地球環境研究所ジオスペース研究センター母子里観測所[14]

## 交通

### 鉄道

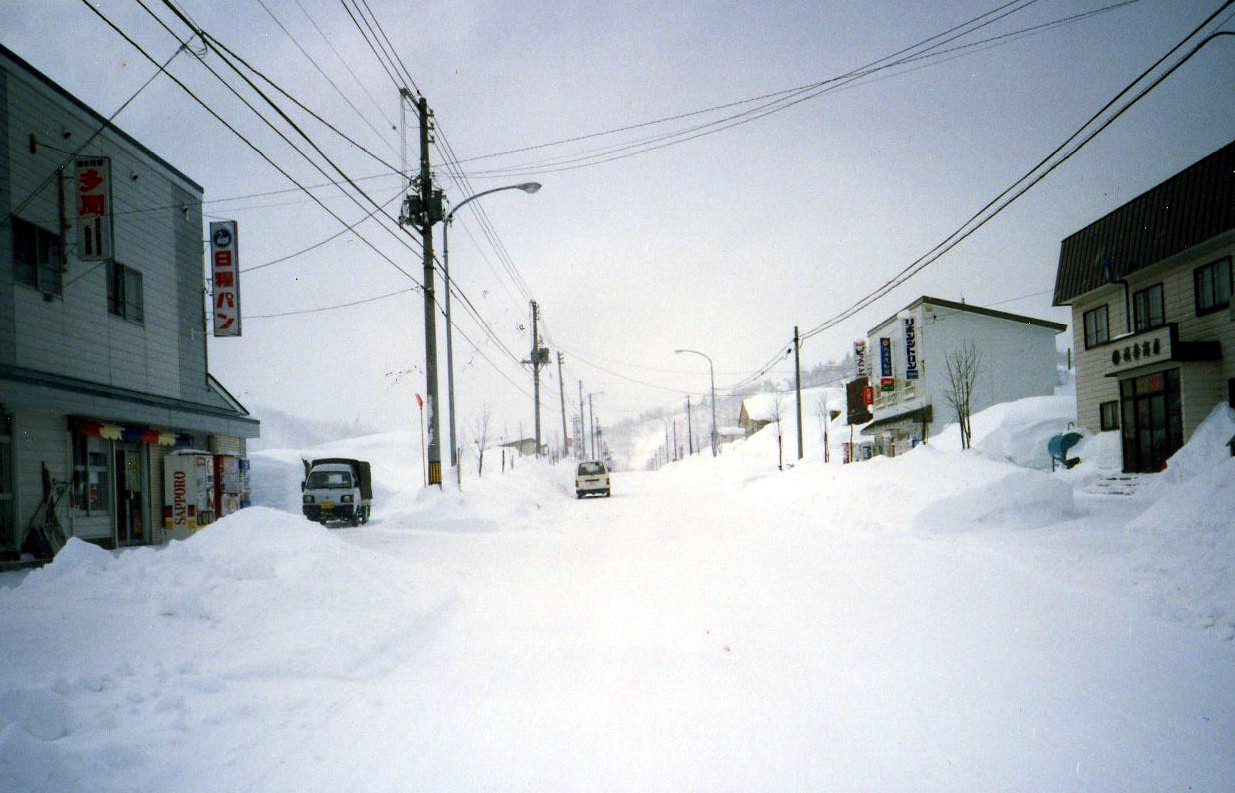
旧深名線朱鞠内駅前。幌加内の冬は雪深い。（1994年2月）

かつては北海道旅客鉄道深名線が通っていたが、道路の整備による自動車の発達、更には人口減少で赤字となったため、1995年（平成7年）9月4日に廃止され、後述のバスに代替された。このほか朱鞠内駅と羽幌駅を結ぶ名羽線が建設されていたが、国鉄再建法で工事が中止となり、開通には至らなかった。また幌加内駅舎については廃止後も保存していたが、廃線から4年半が経った2000年（平成12年）3月に火災で焼失した。

### バス
深名線廃止後、現在は鉄道を引き継ぐバス路線として、ジェイ・アール北海道バス深名線が運行されており、深川市及び名寄市との間を結んでいる。
幌加内市街にバスターミナル機能を兼ね備えた幌加内交流プラザが設置されている。
この他、町民や町内に日常用務を有する人に限定した自家用有償旅客運送「ほろみん号」(車両はワゴン車での運行)が、町内と旭川市とを結ぶ形で運行されている。
- 役場前 - 新成生三叉路 - 下幌会館(下幌加内会館) - 旭川日赤 - スマイルホテル旭川前

### 道路
- 一般国道
  - 国道239号 - 霧立峠、士別峠
  - 国道275号 - 幌加内峠、美深峠
- 都道府県道

| - 北海道道48号和寒幌加内線 - 和寒峠 - 北海道道72号旭川幌加内線 - 江丹別峠 - 北海道道126号小平幌加内線 - 北海道道251号雨竜旭川線 - 北海道道373号幌加内停車場線 | - 北海道道528号蕗の台朱鞠内停車場線 - 北海道道688号名寄遠別線 - 名母トンネル - 北海道道729号朱鞠内風連線 - 北海道道938号伊文政和線 - 北海道道964号板谷蕗ノ台線 |

- 道の駅
  - 森と湖の里ほろかない

## 名所・旧跡・観光スポット・祭事・催事

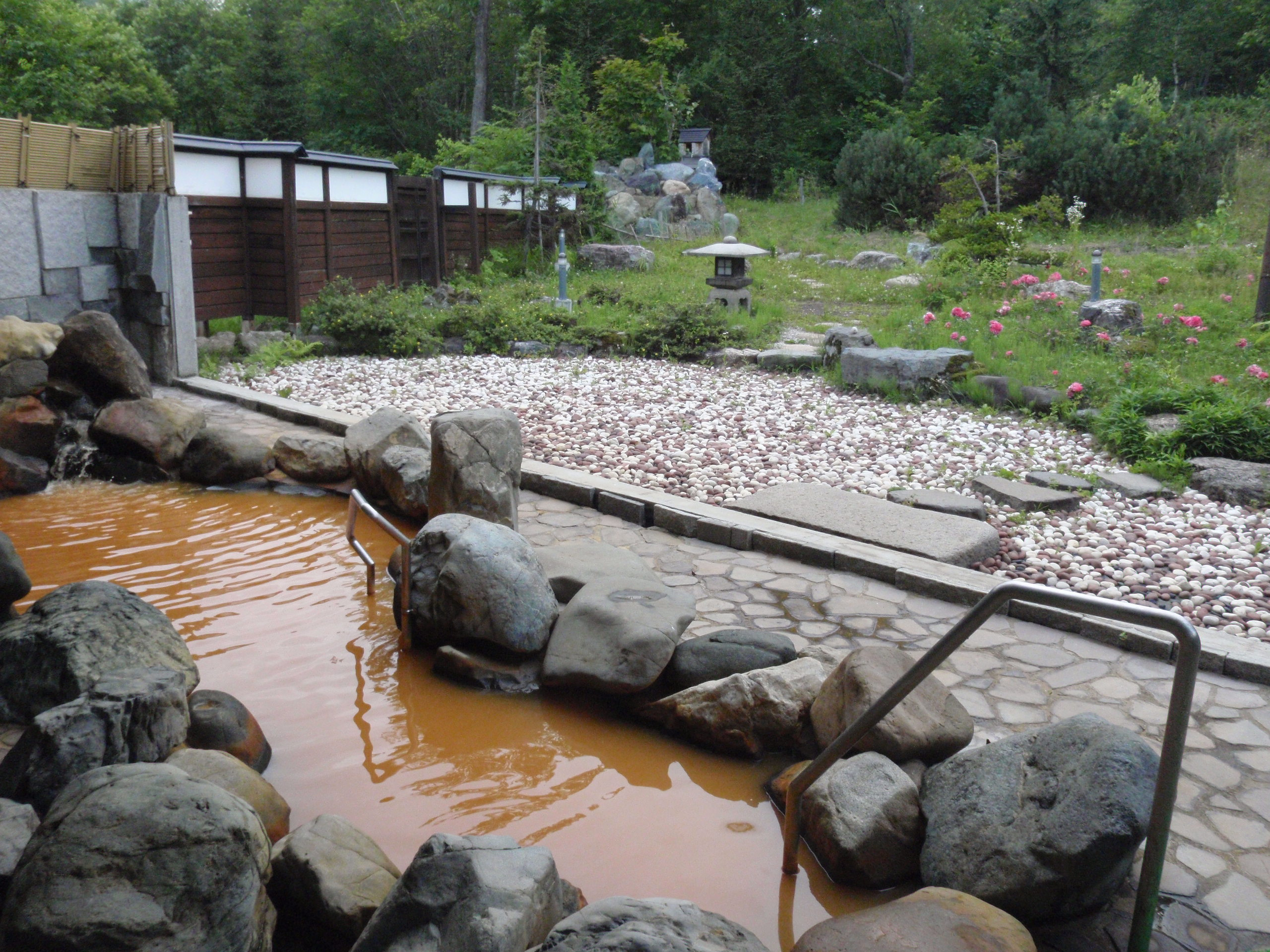
せいわ温泉ルオント湯の露天風呂。湯そのものは無色透明だが、湯の花により黄褐色になる。

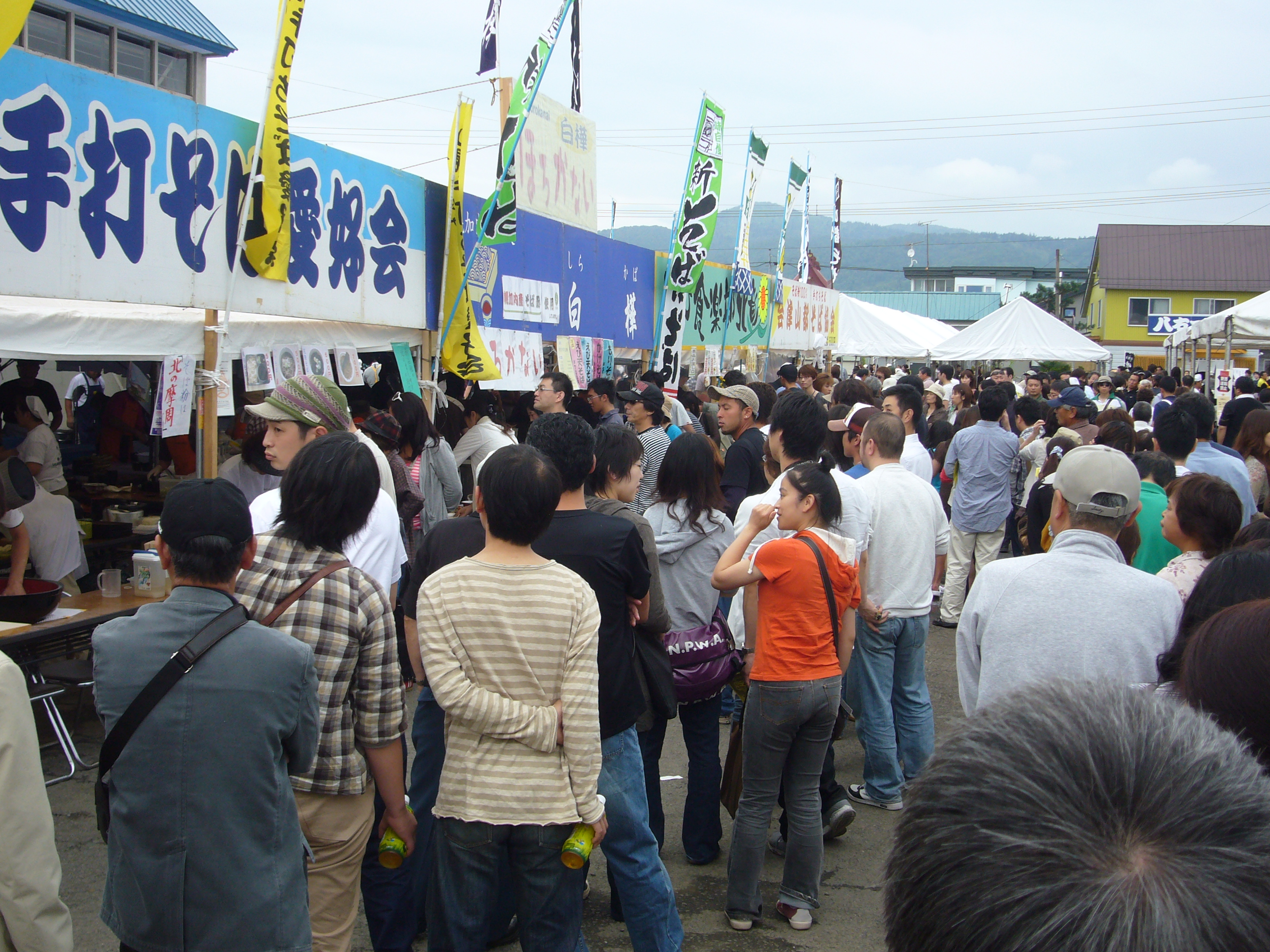
幌加内町新そば祭り

- 朱鞠内湖
- せいわ温泉ルオント
- 百年記念公園
- ほろかない湖公園
- 国設ほろたちスキー場

### 祭事
- 天使の囁きを聴く集い（2月17日前後の土日）
- 朱鞠内湖湖水祭り（8月初め）
- 政和アートFes（8月中）
- 厳寒まつり・夏（8月15日）
- 幌加内町新そば祭り（8月最終の土日か9月最初の土日）

### 名産品
- 幌加内そば

## 出身有名人
- 山下貴史（現深川市長 元衆議院議員 政和出身）
- 坂詰克彦（ミュージシャン・怒髪天）